# ۱۳ مارس
۱۳ مارس در تقویم گرگوری، هفتاد و دومین (در سال‌های کبیسه هفتاد و سومین) روز سال است. ۲۹۳ روز تا پایان سال باقی است.

## زادروزها
- ۱۶۸۳ - کریستف گراپنر، آهنگساز آلمانی، (درگذشته ۱۷۶۰)
- ۱۸۹۹ - جان هاسبورک وان ولک، فیزیکدان و ریاضیدان آمریکایی، (درگذشته ۱۹۸۰)
- ۱۷۴۱ - یوزف دوم، امپراتور مقدس روم و پادشاه اتریش، (درگذشته ۱۷۹۰)
- ۱۸۰۰ - مصطفی رشید پاشا، سیاستمدار عثمانی، (درگذشته ۱۸۵۸)
- ۱۸۴۱ - جمیز اوبراین، سیاستمدار آمریکایی، (درگذشته ۱۹۰۷)
- ۱۸۴۲ - جوزف ولنتین بوسینسک، ریاضیدان و فیزیکدان فرانسوی، (درگذشته ۱۹۲۹)
- ۱۸۸۰ - اتو مایسنر، سیاستمدار آلمانی، (درگذشته ۱۹۵۳)
- ۱۹۰۲ - محمد عبدالوهاب، خواننده و آهنگساز مصری
- ۱۹۴۱ - محمود درویش، شاعر و نویسنده فلسطینی، (درگذشته ۲۰۰۸)
- ۱۹۵۶ - جیمی دایمن، بازرگان و مدیر ارشد اجرایی آمریکایی،
- ۱۹۵۷ - جان هوین، سیاستمدار آمریکایی،
- ۱۹۶۰ - لوچیانو لیگابو، خواننده، ترانه‌سرا، کارگردان و نویسنده ایتالیایی
- ۱۹۶۰ - آدام کلیتون، نوازنده ی،
- ۱۹۶۷ - آندرس اسکوبار، فوتبالیست کلمبیایی، (درگذشته ۱۹۹۴)
- ۱۹۷۳ - ادگار داویدس، فوتبالیست هلندی،
- ۱۹۷۵ - مارک کلاتنبورگ، داور فوتبال انگلیسی،
- ۱۹۷۶ - دنی مسترسون، بازیگر آمریکایی،
- ۱۹۸۱ - دافنه کوستر، بانوی فوتبالیست هلندی،
- ۱۹۸۹ - مارکو مارین، فوتبالیست آلمانی،
- ۱۹۸۹ - هلگر بادشتوبر، فوتبالیست آلمانی،
- ۱۹۹۱ - وام سانتانا، خوانندهٔ برزیلی،
- ۱۹۹۲ - جرج مکای، بازیگر سینما و تلویزیون بریتانیایی،

## درگذشتگان
- ۱۵۱۶ - اولاسلوی دوم، پادشاه بوهم و مجارستان، (زاده ۱۴۵۶)
- ۱۹۱۰ - ماتا هاری، جاسوسه هلندی، (زاده ۱۸۴۲)
- ۱۹۳۹ - لوسین لوی-برول، فیلسوف و انسان‌شناس فرانسوی، (زاده ۱۸۵۷)
- ۱۹۵۷ - جرج آلیسون، مربی فوتبال انگلیسی، (زاده ۱۸۸۳)
- ۱۹۹۱ - - دعد حداد، شاعر و نمایش‌نامه‌نویس سوری.[۱]